# Delia (Szicília)
Delia település Olaszországban, Szicília régióban, Caltanissetta megyében. Lakosainak száma 3858 fő (2023. január 1.). Delia Caltanissetta, Sommatino, Canicattì és Naro községekkel határos.

## Népesség
A település lakossága az elmúlt években az alábbi módon változott:
| Lakosok száma | 4228 | 4150 | 3858 |
|               | 2017 | 2018 | 2023 |